# Рошіорі (Мехедінць)
Рошіорі (рум. Roșiori) — село у повіті Мехедінць в Румунії. Входить до складу комуни Винеторі.
Село розташоване на відстані 252 км на захід від Бухареста, 47 км на південний схід від Дробета-Турну-Северина, 70 км на захід від Крайови.

## Населення
За даними перепису населення 2002 року у селі проживали 1138 осіб, з них 1137 осіб (99,9%) румунів. Рідною мовою 1137 осіб (99,9%) назвали румунську.